# Flugplatz Wiener Neustadt/Ost
Flugplatz Wiener Neustadt/Ost är en flygplats i Österrike.   Den ligger i distriktet Wiener Neustadt Stadt och förbundslandet Niederösterreich, i den östra delen av landet, 40 km söder om huvudstaden Wien. Flugplatz Wiener Neustadt/Ost ligger 273 meter över havet.
Terrängen runt Flugplatz Wiener Neustadt/Ost är platt österut, men västerut är den kuperad. Terrängen runt Flugplatz Wiener Neustadt/Ost sluttar österut. Runt Flugplatz Wiener Neustadt/Ost är det ganska tätbefolkat, med 160 invånare per kvadratkilometer.. Närmaste större samhälle är Wiener Neustadt, 4,9 km söder om Flugplatz Wiener Neustadt/Ost.
I omgivningarna runt Flugplatz Wiener Neustadt/Ost växer i huvudsak blandskog.